# Sefinenfurgge

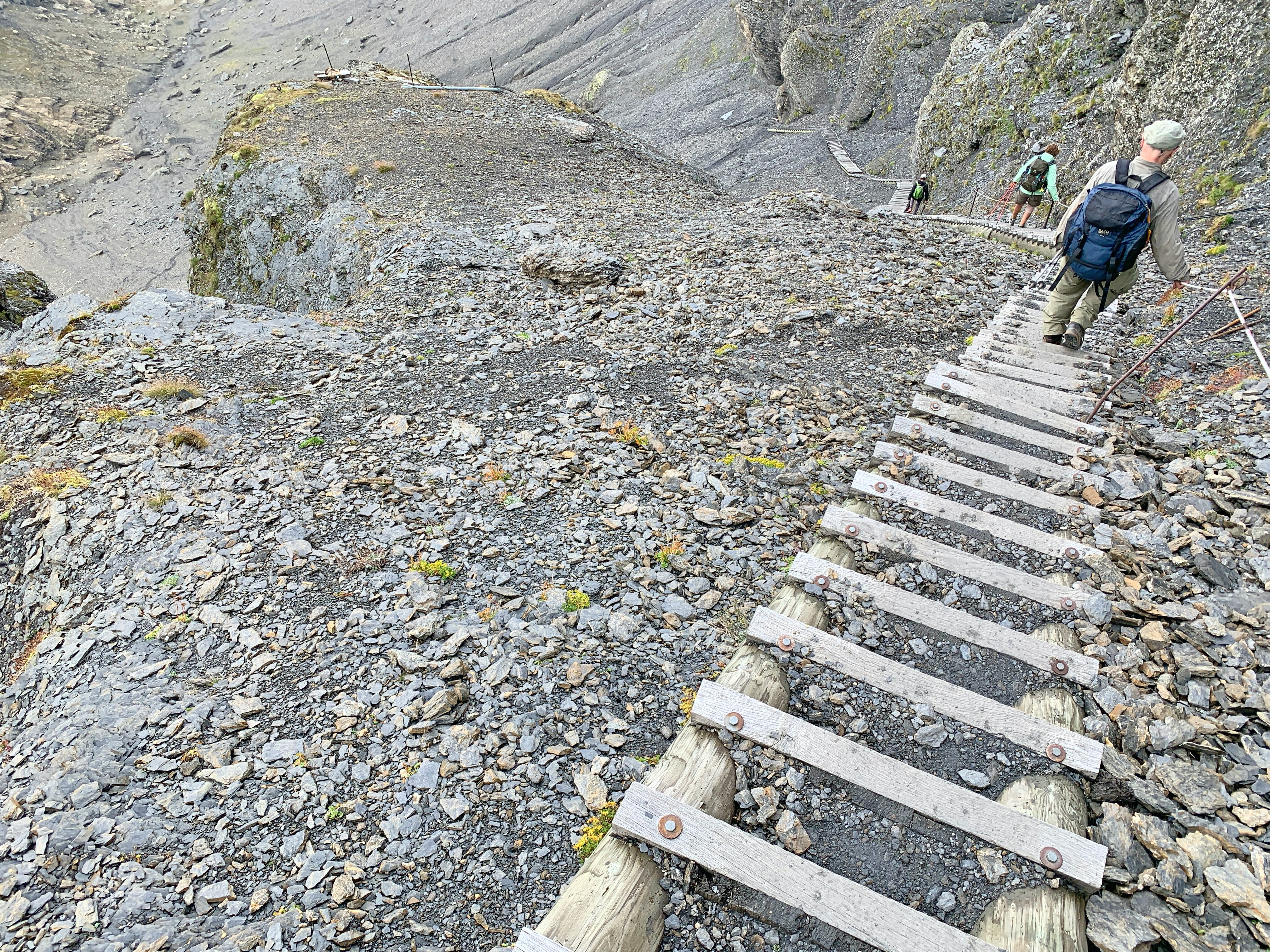
Abstieg ins Kiental über eine steile Holztreppe unterhalb der Sefinenfurgge

Die Sefinenfurgge (auch Sefinafurgga) ist ein 2611 m hoher Schweizer Bergübergang in den Berner Alpen. Sie bildet die Verbindung vom Kiental ins Sefinental, ein Nebental des Lauterbrunnentals.

## Lage
Die Sefinenfurgge bildet einen Einschnitt zwischen dem Massiv von Bütlasse und Gspaltenhorn im Süden und dem Massiv von Hundshorn, Wild Andrist und Zahm Andrist im Norden. Sie liegt auf der Grenze zwischen den Berner Voralpen (im Norden) und den eigentlichen Berner Alpen (im Süden) sowie auf der Grenze zwischen den beiden Gemeinden Reichenbach (im Westen) und Lauterbrunnen (im Osten). Die Passhöhe besteht aus einem markanten Felsentor.

## Wanderrouten

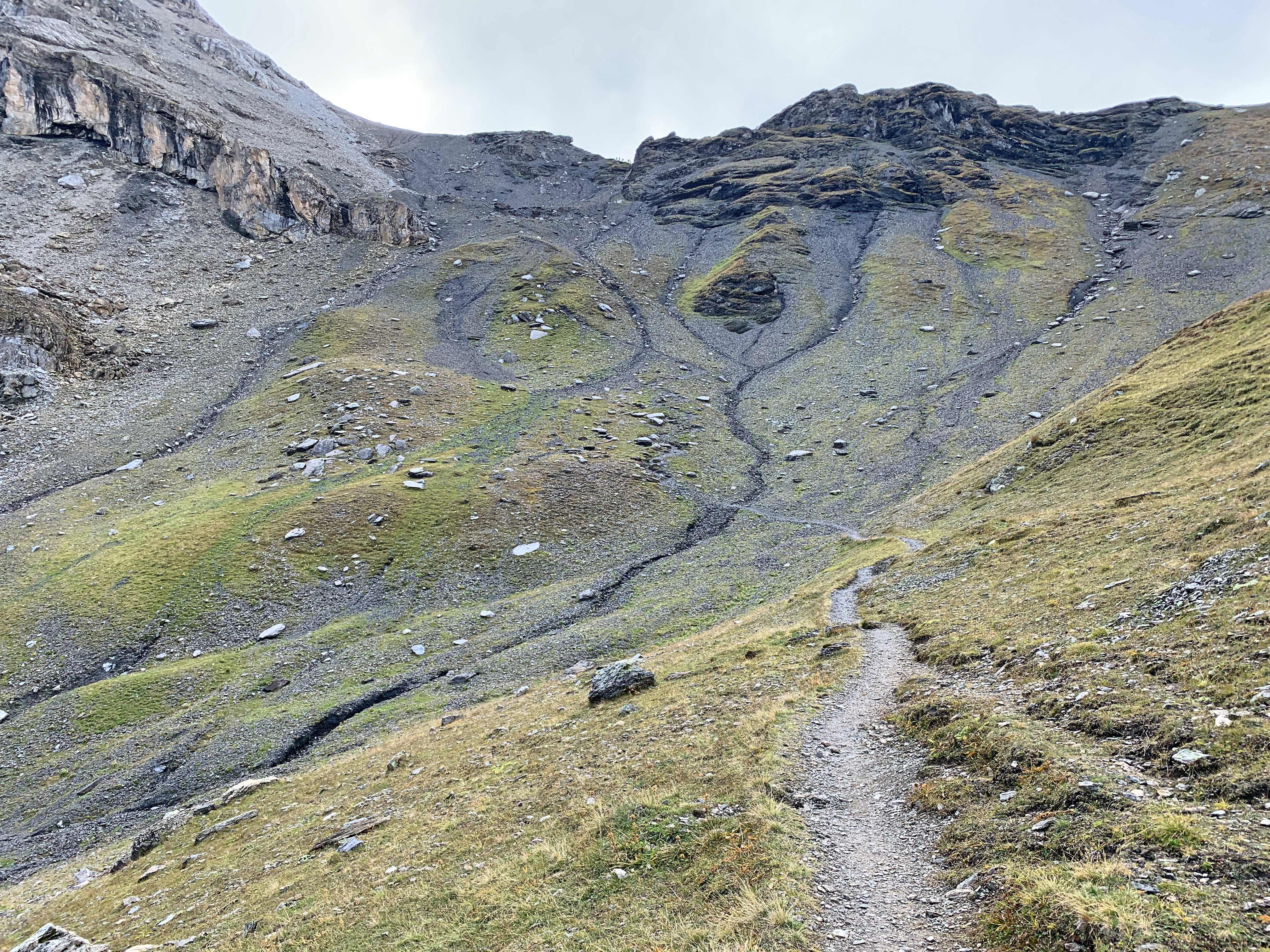
Die Sefinenfurgge (Bildmitte) auf der Seite Sefinental

Der Weg über die Sefinenfurgge ist Teil der Hinteren Gasse, welche das Berner Oberland durchquert, und der Via Alpina, einem Fernwanderweg durch den ganzen Alpenbogen. Ausgangspunkte für eine Tour sind die Griesalp oder die Gspaltenhornhütte auf der Kientalerseite oder Mürren oder Gimmelwald auf der Lauterbrunner Seite.